# Az NDK az 1988. évi téli olimpiai játékokon
Az NDK a kanadai Calgaryban megrendezett 1988. évi téli olimpiai játékok egyik részt vevő nemzete volt. Az országot az olimpián 8 sportágban 53 sportoló képviselte, akik összesen 25 érmet szereztek.

## Érmesek
| Érem  | Versenyző                                                    | Sportág        | Versenyszám                  |
| ----- | ------------------------------------------------------------ | -------------- | ---------------------------- |
| Arany | Frank-Peter Roetsch                                          | Biatlon        | Férfi 10 km sprint           |
| Arany | Frank-Peter Roetsch                                          | Biatlon        | Férfi 20 km egyéni indításos |
| Arany | Uwe-Jens Mey                                                 | Gyorskorcsolya | Férfi 500 m                  |
| Arany | André Hoffmann                                               | Gyorskorcsolya | Férfi 1500 m                 |
| Arany | Christa Rothenburger                                         | Gyorskorcsolya | Női 1000 m                   |
| Arany | Katarina Witt                                                | Műkorcsolya    | Női egyéni                   |
| Arany | Jens Müller                                                  | Szánkó         | Férfi egyes                  |
| Arany | Steffi Walter-Martin                                         | Szánkó         | Női egyes                    |
| Arany | Jörg Hoffmann Jochen Pietzsch                                | Szánkó         | Kettes                       |
| Ezüst | Wolfgang Hoppe Bogdan Musiol                                 | Bob            | Férfi kettes                 |
| Ezüst | Wolfgang Hoppe Dietmar Schauerhammer Bogdan Musiol Ingo Voge | Bob            | Férfi négyes                 |
| Ezüst | Uwe-Jens Mey                                                 | Gyorskorcsolya | Férfi 1000 m                 |
| Ezüst | Christa Rothenburger                                         | Gyorskorcsolya | Női 500 m                    |
| Ezüst | Karin Kania                                                  | Gyorskorcsolya | Női 1000 m                   |
| Ezüst | Karin Kania                                                  | Gyorskorcsolya | Női 1500 m                   |
| Ezüst | Andrea Ehrig-Mitscherlich                                    | Gyorskorcsolya | Női 3000 m                   |
| Ezüst | Andrea Ehrig-Mitscherlich                                    | Gyorskorcsolya | Női 5000 m                   |
| Ezüst | Ute Oberhoffner-Weiß                                         | Szánkó         | Női egyes                    |
| Ezüst | Stefan Krauße Jan Behrendt                                   | Szánkó         | Kettes                       |
| Bronz | Bernhard Lehmann Mario Hoyer                                 | Bob            | Férfi kettes                 |
| Bronz | Karin Kania                                                  | Gyorskorcsolya | Női 500 m                    |
| Bronz | Andrea Ehrig-Mitscherlich                                    | Gyorskorcsolya | Női 1500 m                   |
| Bronz | Gabi Zange                                                   | Gyorskorcsolya | Női 3000 m                   |
| Bronz | Gabi Zange                                                   | Gyorskorcsolya | Női 5000 m                   |
| Bronz | Cerstin Schmidt                                              | Szánkó         | Női egyes                    |

## Biatlon
| Versenyző                                                      | Versenyszám      | Lövőhiba | Időeredmény | Helyezés |
| -------------------------------------------------------------- | ---------------- | -------- | ----------- | -------- |
| Birk Anders                                                    | 10 km sprint     | 2        | 25:51,8     | 4.       |
| Matthias Jacob                                                 | 20 km egyéni     | 3        | 58:20,1     | 9.       |
| Frank Luck                                                     | 10 km sprint     | 1        | 25:57,6     | 6.       |
| Frank-Peter Roetsch                                            | 10 km sprint     | 1        | 25:08,1     |          |
| Frank-Peter Roetsch                                            | 20 km egyéni     | 3        | 56:33,3     |          |
| André Sehmisch                                                 | 10 km sprint     | 2        | 25:52,3     | 5.       |
| André Sehmisch                                                 | 20 km egyéni     | 3        | 58:11,4     | 7.       |
| Jürgen Wirth                                                   | 20 km egyéni     | 3        | 1:00:25,9   | 16.      |
| Jürgen Wirth Frank-Peter Roetsch Matthias Jacob André Sehmisch | 4 × 7,5 km váltó | 3        | 1:24:28,4   | 5.       |

## Bob
| Versenyző                                                    | Versenyszám | 1. futam | 1. futam | 2. futam | 2. futam | 3. futam | 3. futam | 4. futam | 4. futam | Összesítés | Összesítés |
| Versenyző                                                    | Versenyszám | Idő      | Hely.    | Idő      | Hely.    | Idő      | Hely.    | Idő      | Hely.    | Idő        | Helyezés   |
| ------------------------------------------------------------ | ----------- | -------- | -------- | -------- | -------- | -------- | -------- | -------- | -------- | ---------- | ---------- |
| Wolfgang Hoppe Bogdan Musiol                                 | Kettes      | 57,06    | 1.       | 59,26    | 8.       | 59,45    | 1.       | 58,42    | 1.       | 3:54,19    |            |
| Bernhard Lehmann Mario Hoyer                                 | Kettes      | 57,65    | 7.       | 58,67    | 2.       | 59,59    | 4.       | 58,73    | 3.       | 3:54,64    |            |
| Wolfgang Hoppe Dietmar Schauerhammer Bogdan Musiol Ingo Voge | Négyes      | 56,16    | 1.       | 57,31    | 2.       | 56,77    | 13.      | 57,34    | 3.       | 3:47,58    |            |
| Detlef Richter Bodo Ferl Ludwig Jahn Alexander Szelig        | Négyes      | 57,18    | 13.*     | 57,60    | 6.       | 56,33    | 3.       | 57,95    | 9.       | 3:49,06    | 8.         |

* - egy másik csapattal azonos eredményt ért el

## Északi összetett
| Versenyző                              | Versenyszám | Síugrás | Síugrás | Síugrás    | Sífutás   | Sífutás | Összesítés | Összesítés |
| Versenyző                              | Versenyszám | Pont    | Hely.   | Időhátrány | Idő       | Hely.   | Idő        | Helyezés   |
| -------------------------------------- | ----------- | ------- | ------- | ---------- | --------- | ------- | ---------- | ---------- |
| Marko Frank                            | Egyéni      | 209,4   | 10.     | +2:07,4    | 39:08,2   | 11.     | 41:15,6    | 8.         |
| Thomas Prenzel                         | Egyéni      | 215,5   | 5.      | +1:26,7    | 39:51,4   | 20.     | 41:18,1    | 9.         |
| Uwe Prenzel                            | Egyéni      | 207,6   | 13.     | +2:19,4    | 38:18,8   | 4.      | 40:38,2    | 4.         |
| Thomas Prenzel Marko Frank Uwe Prenzel | Csapat      | 571,6   | 5.      | +4:51,0    | 1:18:13,5 | 2.      | 1:23:04,5  | 5.         |

## Gyorskorcsolya
Férfi
| Versenyző      | Versenyszám | Eredmény | Helyezés |
| -------------- | ----------- | -------- | -------- |
| Peter Adeberg  | 500 m       | 38,11    | 28.      |
| Peter Adeberg  | 1000 m      | 1:14,19  | 8.       |
| Peter Adeberg  | 1500 m      | 1:53,57  | 8.       |
| Roland Freier  | 5000 m      | 6:51,42  | 8.       |
| Roland Freier  | 10 000 m    | 14:19,16 | 8.       |
| André Hoffmann | 500 m       | 37,75    | 21.      |
| André Hoffmann | 1000 m      | 1:14,62  | 15.*     |
| André Hoffmann | 1500 m      | 1:52,06  |          |
| Uwe-Jens Mey   | 500 m       | 36,45    |          |
| Uwe-Jens Mey   | 1000 m      | 1:13,11  |          |

Női
| Versenyző                 | Versenyszám | Eredmény | Helyezés |
| ------------------------- | ----------- | -------- | -------- |
| Andrea Ehrig-Mitscherlich | 500 m       | 40,71    | 10.      |
| Andrea Ehrig-Mitscherlich | 1000 m      | 1:19,32  | 4.       |
| Andrea Ehrig-Mitscherlich | 1500 m      | 2:01,49  |          |
| Andrea Ehrig-Mitscherlich | 3000 m      | 4:12,09  |          |
| Andrea Ehrig-Mitscherlich | 5000 m      | 7:17,12  |          |
| Karin Kania               | 500 m       | 39,24    |          |
| Karin Kania               | 1000 m      | 1:17,70  |          |
| Karin Kania               | 1500 m      | 2:00,82  |          |
| Karin Kania               | 3000 m      | 4:18,80  | 4.       |
| Christa Rothenburger      | 500 m       | 39,12    |          |
| Christa Rothenburger      | 1000 m      | 1:17,65  |          |
| Gunda Kleemann            | 1500 m      | 2:04,68  | 7.*      |
| Gunda Kleemann            | 5000 m      | 7:34,59  | 7.       |
| Angela Stahnke            | 500 m       | 39,68    | 4.       |
| Angela Stahnke            | 1000 m      | 1:20,05  | 6.       |
| Gabi Zange                | 3000 m      | 4:16,92  |          |
| Gabi Zange                | 5000 m      | 7:21,61  |          |

* - egy másik versenyzővel azonos eredményt ért el

## Műkorcsolya
| Versenyző                     | Versenyszám  | Kötelező elemek   | Kötelező elemek | Kötelező elemek | Rövid program     | Rövid program | Rövid program | Kűr               | Kűr   | Kűr         | Összesítés         | Összesítés |
| Versenyző                     | Versenyszám  | Több. hely. száma | Hely.           | Hely. pont.     | Több. hely. száma | Hely.         | Hely. pont.   | Több. hely. száma | Hely. | Hely. pont. | Helyezési pontszám | Helyezés   |
| ----------------------------- | ------------ | ----------------- | --------------- | --------------- | ----------------- | ------------- | ------------- | ----------------- | ----- | ----------- | ------------------ | ---------- |
| Michael Huth                  | Férfi egyéni | 7×22+             | 21.             | 12,6            | 5×24+             | 25.           | 10,0          | 6×22+             | 23.   | 23,0        | 45,6               | 23.        |
| Katarina Witt                 | Női egyéni   | 5×2+              | 3.              | 1,8             | 6×1+              | 1.            | 0,4           | 6×2+              | 2.    | 2,0         | 4,2                |            |
| Simone Koch                   | Női egyéni   | 5×14+             | 14.             | 8,4             | 5×8+              | 8.            | 3,2           | 6×9+              | 8.    | 8,0         | 19,6               | 9.         |
| Peggy Schwarz Alexander König | Páros        |                   |                 |                 | 7×11+             | 11.           | 4,4           | 5×6+              | 6.    | 6,0         | 10,4               | 7.         |

## Sífutás
Férfi
| Versenyző      | Versenyszám | Eredmény  | Helyezés |
| -------------- | ----------- | --------- | -------- |
| Holger Bauroth | 15 km       | 43:59,2   | 21.      |
| Holger Bauroth | 30 km       | 1:30:03,4 | 22.      |
| Holger Bauroth | 50 km       | 2:07:02,4 | 5.       |
| Uwe Bellmann   | 15 km       | 42:17,8   | 5.       |
| Uwe Bellmann   | 30 km       | 1:28:37,2 | 15.      |
| Uwe Bellmann   | 50 km       | 2:08:18,6 | 8.       |

Női
| Versenyző                                                     | Versenyszám    | Eredmény  | Helyezés |
| ------------------------------------------------------------- | -------------- | --------- | -------- |
| Simone Greiner-Petter                                         | 10 km          | 31:53,0   | 21.      |
| Simone Greiner-Petter                                         | 20 km          | 59:01,2   | 15.      |
| Susann Kuhfittig                                              | 5 km           | 16:41,9   | 37.      |
| Susann Kuhfittig                                              | 10 km          | 32:01,5   | 23.      |
| Susann Kuhfittig                                              | 20 km          | 1:03:05,8 | 38.      |
| Kerstin Moring                                                | 5 km           | 16:01,6   | 19.      |
| Kerstin Moring                                                | 10 km          | 32:12,8   | 25.      |
| Kerstin Moring                                                | 20 km          | 58:17,2   | 7.       |
| Simone Opitz                                                  | 5 km           | 15:41,1   | 13.      |
| Simone Opitz                                                  | 10 km          | 31:14,3   | 10.      |
| Simone Opitz                                                  | 20 km          | 57:54,3   | 5.       |
| Silke Braun-Schwager                                          | 5 km           | 16:22,5   | 25.      |
| Kerstin Moring Simone Opitz Silke Braun Simone Greiner-Petter | 4 × 5 km váltó | 1:02:19,9 | 5.       |

## Síugrás
| Versenyző     | Versenyszám | 1. ugrás | 1. ugrás | 2. ugrás | 2. ugrás | Összesítés | Összesítés |
| Versenyző     | Versenyszám | Pont     | Hely.    | Pont     | Hely.    | Pont       | Helyezés   |
| ------------- | ----------- | -------- | -------- | -------- | -------- | ---------- | ---------- |
| Remo Lederer  | Normálsánc  | 94,3     | 25.      | 90,9     | 19.      | 185,2      | 21.        |
| Remo Lederer  | Nagysánc    | 98,1     | 22.      | 83,7     | 23.      | 181,8      | 22.*       |
| Jens Weißflog | Normálsánc  | 99,5     | 18.      | 97,1     | 8.       | 196,6      | 9.         |
| Jens Weißflog | Nagysánc    | 95,7     | 27.      | 76,3     | 37.*     | 172,0      | 31.        |

* - egy másik versenyzővel azonos eredményt ért el

## Szánkó
| Versenyző                     | Versenyszám | 1. futam | 1. futam | 2. futam | 2. futam | 3. futam | 3. futam | 4. futam | 4. futam | Összesítés | Összesítés |
| Versenyző                     | Versenyszám | Idő      | Hely.    | Idő      | Hely.    | Idő      | Hely.    | Idő      | Hely.    | Idő        | Helyezés   |
| ----------------------------- | ----------- | -------- | -------- | -------- | -------- | -------- | -------- | -------- | -------- | ---------- | ---------- |
| Thomas Jacob                  | Férfi egyes | 46,426   | 4.       | 46,638   | 5.       | 46,433   | 1.       | 46,861   | 6.       | 3:06,358   | 4.         |
| Jens Müller                   | Férfi egyes | 46,301   | 1.       | 46,444   | 1.       | 46,436   | 2.       | 46,367   | 1.       | 3:05,548   |            |
| Michael Walter                | Férfi egyes | 46,578   | 6.       | 46,754   | 6.       | 46,838   | 9.       | 46,763   | 3.       | 3:06,933   | 5.         |
| Ute Oberhoffner-Weiß          | Női egyes   | 45,906   | 2.       | 46,057   | 2.       | 46,150   | 3.       | 45,992   | 1.       | 3:04,105   |            |
| Cerstin Schmidt               | Női egyes   | 46,078   | 3.       | 46,020   | 1.       | 46,059   | 2.       | 46,024   | 3.       | 3:04,181   |            |
| Steffi Walter-Martin          | Női egyes   | 45,828   | 1.       | 46,173   | 3.       | 45,969   | 1.       | 46,003   | 2.       | 3:03,973   |            |
| Jörg Hoffmann Jochen Pietzsch | Kettes      | 45,786   | 1.       | 46,154   | 2.       |          |          |          |          | 1:31,940   |            |
| Stefan Krauße Jan Behrendt    | Kettes      | 45,886   | 2.       | 46,153   | 1.       |          |          |          |          | 1:32,039   |            |